# Vương quốc Bắc Sơn
Bắc Sơn (北山, Hokuzan) là một trong ba vương quốc cai trị hòn đảo Okinawa vào thế kỷ 14.Okinawa trước đó do một số tù tưởng hay lãnh chúa địa phương cai quản, rằng buộc lỏng lẻo với một tù trưởng tối cao hoặc vua của toàn đảo và sau đó đã phân chia thành ba vương quốc một vài năm sau năm 1314; thời đại Tam Sơn (Sanzan) bắt đầu, và đã kết thúc khoảng một trăm năm sau, khi vua của Trung Sơn (Chūzan) là Shō Hashi (Thượng Ba Chí) chinh phục Bắc Sơn năm 1419 và Nam Sơn (Nanzan) năm 1429.

## Lịch sử
Lịch sử vương quốc Bắc Sơn bắt nguồn từ năm 1314 khi Tamagusuku thừa kế vai trò thù trưởng đứng đầu của toàn hòn đảo Okinawa từ người cha là Eiji; Tuy nhiên, ông thiếu uy tín hay khả năng lãnh đạo để nhận được sự tôn trọng và lòng trung thành của tất cả các lãnh chúa, do đó Lãnh chúa của Nakijin, một trong nhiều tù trưởng mạnh, đã chạy lên phía bắc cùng với một số tù trường nhỏ hơn và lập nên vương quốc của mình tại thành Nakijin. Một lãnh chúa khác cũng chạy về phía cực nam và thành lập vương quốc Nam Sơn (Nanzan), lúc này Tamagusuku chỉ còn kiểm soát phần tủng nam của hòn đảo và trở thành vua Trung Sơn (Chūzan).
Mặc dù Bắc Sơn là nước có lãnh thổ lớn nhất tron ba nước, song nó lại là nơi nghèo nhất và dân cư thưa thớt nhất. Phần lớn diện tích là đất hoang, một vài ngoi làng trồng trọt hay đánh cá của vương quốc vẫn còn thô sơ nếu so sánh với hai nước láng giềng. Thành Nakijin nằm trên một phần đất nhô lên của bán đảo Motobu, và dựng đứng với các độ dốc khác nhau ở mọi phía; các di tích còn lại tời ngày nay  cho thấy sự phát triển của một cộng đồng khá lớn xung quanh thành, bao gồm cả nơi ở cho các chư hầu của vua, và ba bái sở (拝所 uganju) của tôn giáo bán địa bên trong tường thành.
Bên cạnh thiết hụt trên lĩnh vực nông nghiệp và ngư nghiệp, Bắc Sơn còn phải chịu bất lợi với Trung Sơn khi không có cảng nào có thể xứng tầm với Naha (O. Nāfa). Nền thương mại nghèo nàn sử dụng một vịnh nhỏ bên dưới doi đất của tường thành làm vũng đậu tàu. Tuy nhiên, vương quốc cũng đã tham gia vào các hoạt động giao thương với nhiều quốc gia trong vùng, như Java, Sumatra, và vương quốc Ayutthaya. Trung Sơn trở thành một nước triều cống của nhà Minh vào năm 1372, và Bắc Sơn cùng Nam Sơn cũng được cấp một địa vị thương mại tương tự một thời gian ngắn sau đó. Trong suốt 30 năm tiếp theo, Bắc Sơn chỉ cử 9 đoàn sứ thần sang Trung Quốc; trong khi Nam Sơn cử 19 và Trung Sơn cử 52. Bắc Sơn cũng không gửi du sinh sang Trung Quốc như Trung Sơn đã làm.
Khoảng hai mước năm sau, vào thập kỉ 1390, vua của cả ba vương quốc đều lần lượt qua đới trong một khoảng thời gian ngắn, và các tranh chấp quyền kế vị nổ ra trên khắp hòn đảo; sự kiện tương tự cũng diễn ra tại Nam Kinh với cái chết của Minh Thái Tổ năm 1398. Trước đó, Trung Quốc chỉ từng công nhận một người là vua của toàn bộ Okinawa, nhưng nay cả ba vương quốc đều cử sứ thần và ganh đua về thanh thế, sự giàu có và quyền lực sẽ đến cùng với sự ủng hộ của nhà Minh; tuy nhiên trong 11 năm sau triều đình này vẫn chưa có câu trả lời. Năm 1406, Bunei, vua Trung Sơn, chính thức được nhận sắc phong của nhà Minh; Taromai, vua của Nam Sơn, nhận được vinh dự này vào năm 1415, còn các vua của Bắc Sơn chưa từng được hưởng đặc ân này.
Mặc dù có một số tiềm năng về kinh tế và chính trị song Bắc Sơn chưa từng là mối đe dọa cho Trung Sơn kể từ khi nó hình thành. Vào thập niên 1410, các tranh chấp giữa các chư hầu của Bắc Sơn đã làm suy yếu vương quốc và đến năm 1416, Trung Sơn dã nhận lấy thời cơ tấn công khi ba trong số các chư hầu (anji) đào thoát. Sau một cuộc tấn công, thành Nakijin đã thất thủ, vua và các chư hầu thân cận nhất đã tự vẫn. Shō Hashi, vua của Trung Sơn, đã cử một người anh em trai của mình cai quản Bắc Sơn năm 1422, vị trí được duy trì nhiều năm sau đó, nắm giữ quyền cai quản về tổng thể đối với khu vực song vẫn là đại diện cho triều đình trung ương ở Shuri.